# Soucy (Aisne)
Soucy település Franciaországban, Aisne megyében. Lakosainak száma 77 fő (2022. január 1.). Soucy Cœuvres-et-Valsery, Montgobert, Mortefontaine, Puiseux-en-Retz és Vivières községekkel határos.

## Népesség
A település népessége az elmúlt években az alábbi módon változott:
| Lakosok száma | 89   | 62   | 68   | 70   | 97   | 102  | 97   | 81   | 79   | 77   |
|               | 1968 | 1982 | 1990 | 2006 | 2013 | 2015 | 2017 | 2019 | 2020 | 2022 |